# Nicolas Grospierre
Nicolas Grospierre, né en 1975, est un artiste photographe franco-polonais résidant en Pologne.

## Biographie
Nicolas Grospierre, né le 28 septembre 1975 à Genève a fait d'abord fait de études de sciences politiques et de sociologie à l'Institut d'études politiques de Paris (diplômes en 1997 et 1998) puis en 1998–1999 à la London School of Economics où il a obtenu un master en études russes et post-soviétiques.
Il s'est ensuite consacré à la photographie en Pologne, où il réside quand il n'est pas en déplacement.

## Caractéristiques de l'œuvre
Il s'attache particulièrement aux sujets architecturaux, notamment en liaison avec les traces de la période communiste en Pologne et dans d'autres pays d'Europe centrale et orientale. Il apprécie particulièrement le modernisme et le brutalisme en architecture. Ses travaux sont publiés dans des périodiques ("Piktogram", "Fluid", "Fotopozytyw") et dans des livres comme Warszawa w poszukiwaniu Centrum (Varsovie à la recherche d'un centre), Znak, Cracovie 2005 ou The Wallpaper City Guide Varsovie.

## Expositions individuelles
- Bibliothèque (2006) et Mauzoleum (2007)[3],
- Kunstkamera au Centre d’Art Contemporain Centrum Sztuki Współczesnej Zamek Ujazdowskie de Varsovie (août 2009)[4]
- The Bank Location One, NYC, 2009, Galerie ZPAF i S→KA, 2011[5]
- T A T T A R R A T T A T, Signum Foundation[6], Venise
- The Glass Trap, installation sur site, Varsovie
- The Self–Fulﬁlling Image, Cueto Project, New York

## Expositions collectives
- Archi-Sculpture, Fondation Villa Datris, 2015[7]
- Dreams (un)real, Instytut Awangardy, Varsovie, 2010
- Fitting in Sapce, Zico House 98 weeks project, Beyrouth[8], 2010
- Modernización, Photo España, Cuenca, 2010
- Nineteen Eighty Four, Forum culturel autrichien de New York, 2009
- Nieodkryte Niewypowiedziane, Teatr Nowy, Varsovie, 2009
- Przypadkowe Przyjemności, BWA Katowice, 2009

## Distinctions et récompenses
- Prix du ministre polonais de la Culture (Nagroda Ministra Kultury) en 2009[9]
- Résidence d'artiste à Location One, New York[10]
- Lion d'Or à la 11e Biennale architettura de Venezia[11] pour la meilleure participation nationale, 2008 (Leone d’Oro per la migliore partecipazione nazionale: Polonia (“Hotel Polonia. The afterlife of buildings”) Progetto di Nicolas Grospierre e Kobas Laksa).